# Challenge mondial de marche
Le Challenge mondial de marche (en anglais : World Athletics Race Walking Tour) est une compétition annuelle d'athlétisme organisée par l'IAAF qui désigne les meilleurs spécialistes de l'année dans les disciplines de la marche athlétique de vitesse. Le classement final est établi en totalisant les résultats obtenus lors des différentes courses figurant au calendrier.

## Palmarès

### Hommes
| Année                             | Or                                 | Or                          | Argent                             | Argent                      | Bronze                             | Bronze                      |
| IAAF Race Walking Challenge       | IAAF Race Walking Challenge        | IAAF Race Walking Challenge | IAAF Race Walking Challenge        | IAAF Race Walking Challenge | IAAF Race Walking Challenge        | IAAF Race Walking Challenge |
| --------------------------------- | ---------------------------------- | --------------------------- | ---------------------------------- | --------------------------- | ---------------------------------- | --------------------------- |
| 2003                              | Robert Korzeniowski Pologne        | 33                          | Francisco Javier Fernández Espagne | 28                          | Aigars Fadejevs Lettonie           | 27                          |
| 2004                              | Robert Korzeniowski Pologne        | 28                          | Jefferson Pérez Équateur           | 27                          | Ivano Brugnetti Italie             | 23                          |
| 2005                              | Francisco Javier Fernández Espagne | 30                          | Nathan Deakes Australie            | 29                          | Juan Manuel Molina Espagne         | 19                          |
| 2006                              | Francisco Javier Fernández Espagne | 28                          | Ilya Markov Russie                 | 28                          | Hatem Ghoula Tunisie               | 20                          |
| 2007                              | Luke Adams Australie               | 36                          | Erik Tysse Norvège                 | 33                          | Francisco Javier Fernández Espagne | 32                          |
| IAAF World Race Walking Cup       |                                    |                             |                                    |                             |                                    |                             |
| 2008                              | Jared Tallent Australie            | 46                          | Jefferson Pérez Équateur           | 40                          | Eder Sánchez Mexique               | 38                          |
| 2009                              | Eder Sánchez Mexique               | 44                          | Wang Hao Chine                     | 42                          | Luke Adams Australie               | 22                          |
| 2010                              | Chu Yafei Chine                    | 40                          | Matej Tóth Slovaquie               | 30                          | Wang Hao Chine Luis López Colombie | 28                          |
| 2011                              | Valeriy Borchin Russie             | 44                          | Wang Zhen Chine                    | 30                          | Chu Yafei Chine                    | 17                          |
| 2012                              | Wang Zhen Chine                    | 48                          | Jared Tallent Australie            | 40                          | Chen Ding Chine                    | 38                          |
| World Athletics Race Walking Tour |                                    |                             |                                    |                             |                                    |                             |
| 2013                              | Jared Tallent Australie            | 34                          | João Vieira Portugal               | 28                          | Matej Tóth Slovaquie               | 26                          |
| 2014                              | Ruslan Dmytrenko Ukraine           | 29                          | Jared Tallent Australie            | 23                          | Caio Bonfim Brésil                 | 18                          |
| 2015                              | Matej Tóth Slovaquie               | 29                          | Miguel Ángel López Espagne         | 25                          | Chen Ding Chine                    | 24                          |
| 2016                              | Wang Zhen Chine                    | 36                          | Jared Tallent Australie            | 27                          | Andrés Chocho Équateur             | 26                          |
| 2017                              | Éider Arévalo Colombie             | 36                          | Caio Bonfim Brésil                 | 25                          | Andrés Chocho Équateur             | 25                          |
| 2018                              | Andrés Chocho Équateur             | 25                          | Éider Arévalo Colombie             | 24                          | Lebogang Shange Afrique du Sud     | 22                          |
| 2019                              | Perseus Karlström Suède            | 32                          | Toshikazu Yamanishi Japon          | 30                          | Diego García Espagne               | 26                          |
| 2020                              | Annulé                             | Annulé                      | Annulé                             | Annulé                      | Annulé                             | Annulé                      |
| 2021                              | Annulé                             | Annulé                      | Annulé                             | Annulé                      | Annulé                             | Annulé                      |
| 2022                              | Perseus Karlström Suède            | 3 959 pts                   | Caio Bonfim Brésil                 | 3 910 pts                   | Brian Daniel Pintado Équateur      | 3 877 pts                   |

### Femmes
| Année                             | Or                                                     | Or                          | Argent                           | Argent                      | Bronze                      | Bronze                      |
| IAAF Race Walking Challenge       | IAAF Race Walking Challenge                            | IAAF Race Walking Challenge | IAAF Race Walking Challenge      | IAAF Race Walking Challenge | IAAF Race Walking Challenge | IAAF Race Walking Challenge |
| --------------------------------- | ------------------------------------------------------ | --------------------------- | -------------------------------- | --------------------------- | --------------------------- | --------------------------- |
| 2003                              | Gillian O'Sullivan Irlande                             | 29                          | Kjersti Plätzer Norvège          | 24                          | Elisabetta Perrone Italie   | 22                          |
| 2004                              | Elisa Rigaudo Italie                                   | 30                          | Claudia Stef Roumanie            | 26                          | María Vasco Espagne         | 24                          |
| 2005                              | Ryta Turava Biélorussie                                | 29                          | Susana Feitor Portugal           | 24                          | Claudia Stef Roumanie       | 22                          |
| 2006                              | Claudia Stef Roumanie                                  | 28                          | Ryta Turava Biélorussie          | 20                          | Jane Saville Australie      | 18                          |
| 2007                              | Ryta Turava Biélorussie                                | 40                          | Kjersti Plätzer Norvège          | 37                          | Sabine Zimmer Allemagne     | 27                          |
| IAAF World Race Walking Cup       |                                                        |                             |                                  |                             |                             |                             |
| 2008                              | Kjersti Plätzer Norvège                                | 44                          | Athanasía Tsoumeléka Grèce       | 38                          | Claudia Stef Roumanie       | 26                          |
| 2009                              | Kjersti Plätzer Norvège                                | 48                          | Olive Loughnane Irlande          | 26                          | Elisa Rigaudo Espagne       | 28                          |
| 2010                              | Vera Santos Portugal                                   | 40                          | Melanie Seeger Allemagne         | 30                          | Inês Henriques Portugal     | 25                          |
| 2011                              | Olga Kaniskina Russie                                  | 44                          | Liu Hong Chine                   | 34                          | Melanie Seeger Allemagne    | 10                          |
| 2012                              | Liu Hong Chine                                         | 36                          | Beatriz Pascual Espagne          | 32                          | Lu Xiuzhi Chine             | 30                          |
| World Athletics Race Walking Tour |                                                        |                             |                                  |                             |                             |                             |
| 2013                              | Elena Lashmanova Russie                                | 38                          | Inês Henriques Portugal          | 34                          | Ana Cabecinha Portugal      | 23                          |
| 2014                              | Liu Hong Chine                                         | 34                          | Eleonora Giorgi Italie           | 23                          | Ana Cabecinha Portugal      | 22                          |
| 2015                              | Liu Hong Chine                                         | 40                          | Eleonora Giorgi Italie           | 27                          | Érica de Sena Brésil        | 25                          |
| 2016                              | María Guadalupe González Mexique Qieyang Shenjie Chine | 34                          |                                  |                             | Eleonora Giorgi Italie      | 32                          |
| 2017                              | Érica de Sena Brésil                                   | 34                          | María Guadalupe González Mexique | 28                          | Ines Henriques Portugal     | 24                          |
| 2018                              | Qieyang Shenjie Chine                                  | 34                          | Érica de Sena Brésil             | 23                          | Ines Henriques Portugal     | 22                          |
| 2019                              | Qieyang Shenjie Chine                                  | 34                          | Liu Hong Chine                   | 32                          | Érica de Sena Brésil        | 22                          |
| 2020                              | Annulé                                                 | Annulé                      | Annulé                           | Annulé                      | Annulé                      | Annulé                      |
| 2021                              | Annulé                                                 | Annulé                      | Annulé                           | Annulé                      | Annulé                      | Annulé                      |
| 2022                              | Kimberly García Pérou                                  | 4 040 pts                   | Qieyang Shenjie Chine            | 3 910 pts                   | Jemima Montag Australie     | 3 864 pts                   |